# Charles Ernest Acker
Charles Ernest Acker  (* 19. März 1868 in Bourbon, Indiana; † 18. Oktober 1920 in Ossining, New York) war ein US-amerikanischer Elektroingenieur, Erfinder und Unternehmer.

## Leben
Acker arbeitete nach dem Bachelor-Abschluss als Elektroingenieur an der Cornell University ab 1888 als Elektroingenieur in Chicago. Er entwickelte das Acker-Verfahren (1896) zur Herstellung von Natriumhydroxid (und Chlor) aus Schmelzflusselektrolyse von Natriumchlorid und baute dafür Fabriken an den Niagara-Fällen.
Er erhielt über 40 Patente. 1902 erhielt er die Elliott Cresson Medal für die Herstellung konzentrierter Alkalimetalle und Halogengase.